# Роже Даніель
Роже Даніель (фр. Roger Daniel, 18 травня 1915, Гавр — 21 квітня 1999, там само) — французький шахіст. Чемпіон Франції 1942 року. Срібний призер чемпіонатів Франції 1941, 1945 (за додатковими показниками поступився чемпіонством Сезарові Бутвілю), 1949, 1951 років. Бронзовий призер чемпіонату Франції 1943 року. У складі збірної Франції учасник низки міжнародних матчів.
Навчився грати в шахи в 13 років. 1932 року став чемпіоном Гавра, 1938 року — чемпіоном Нормандії.
Також відомий за участю в заочних змаганнях. Чемпіон Франції за листуванням (1941-1942 років), у повоєнні роки брав участь у заочних змаганнях європейського рівня.

## Спортивні результати
| Рік                     | Місто     | Змагання                                                | + | − | = | Результат | Місце |
| ----------------------- | --------- | ------------------------------------------------------- | - | - | - | --------- | ----- |
| 1938                    | Ніцца     | Турнір французьких шахістів                             |   |   |   |           |       |
| 1941                    | Париж     | Чемпіонат Франції                                       |   |   |   |           | 2     |
| 1942                    | Париж     | Чемпіонат Франції                                       |   |   |   |           | 1     |
| 1943                    | По        | Чемпіонат Франції                                       |   |   |   |           | 3—6   |
| 1945                    | Рубе      | Чемпіонат Франції                                       |   |   |   |           | 1—2   |
| 1946                    |           | Радіоматч Франція — Австралія (проти Моріса Голдстейна) | 0 | 0 | 1 | ½ з 1     |       |
|                         |           | Матч Франція — Швейцарія (проти Пауліна Лоба)           | 2 | 0 | 0 | 2 з 2     |       |
| 1947                    | Париж     | Матч Франція — Чехословаччина (проти Яроміра Флоріана)  | 0 | 2 | 0 | 0 з 2     |       |
| 1949                    | Безансон  | Чемпіонат Франції                                       |   |   |   |           | 2—3   |
| 1951                    | Віші      | Чемпіонат Франції                                       |   |   |   |           | 2     |
| ЗМАГАННЯ ЗА ЛИСТУВАННЯМ |           |                                                         |   |   |   |           |       |
| 1941—1942               | 1941—1942 | Чемпіонат Франції за листуванням                        |   |   |   |           | 1     |